# Quando gli uomini armarono la clava e... con le donne fecero din-don
Quando gli uomini armarono la clava e... con le donne fecero din-don è un film del 1971, diretto da Bruno Corbucci. Nonostante il titolo, che si richiama alle due pellicole di Pasquale Festa Campanile, questo film di Corbucci non ha in realtà granché a che fare con esse, a parte l'ambientazione falso-preistorica, ed è invece (molto liberamente) ispirato alla Lisistrata e a Le donne alle Tesmoforie di Aristofane.

## Trama
Il film narra le vicende di due tribù - i Cavernicoli, che vivono sulla terraferma, e gli Acquamanni, che abitano sulle palafitte - quasi costantemente in lotta fra loro. Durante un periodo di pace è indetto una sorta di torneo, al termine del quale il vincitore otterrà in sposa la vergine Listra. Ari, aitante giovane della tribù dei Cavernicoli guidata dal Gran Profe, vince questa "gara di rubbamento di animala". Tuttavia Gott, nonostante la sconfitta, continua a bramare Listra (oltre alla femmina già sua compagna): scoppia tra le due tribù una nuova contesa, che impedisce ai novelli sposi di consumare le nozze, con sommo dispiacere di Listra che aveva appena appreso da un'amica come fare din-don e non vedeva l'ora, facendosi gallina, che ad Ari si "rizzasse la cresta".
Stanca, come lo sono le altre donne, di dover così spesso rinunciare al proprio uomo, Listra proclama uno sciopero del sesso in accordo con le femmine Acquamanne: le donne delle due tribù abbandonano i rispettivi villaggi per ritirarsi le une su un monte, le altre su un isolotto in mezzo al fiume. Nel bel mezzo della "pugna", i lottatori sono distratti dalle moine delle rispettive femmine provocatoriamente poco vestite: Cavernicoli e Acquamanni interrompono subito le ostilità per dedicarsi alle proprie donne. Ma ancora una volta la tregua è di breve durata: Ari e Listra decidono allora di partire insieme alla ricerca di un Paese dove gli uomini non si facciano la guerra, ma "il paese della pace non lo trovarono mai e vissero felici e scontenti".

## Location
Il film è stato girato nel Lazio, nelle zone di Tor Caldara - oggi Riserva naturale regionale Tor Caldara - e Tor San Lorenzo.

## Distribuzione
Distribuito dalla FIDA il 29 settembre 1971. Doppiaggio curato dalla CD.